# Rumänische Fußballmeisterschaft 1928/29
Die Finalspiele um die Rumänische Fußballmeisterschaft 1928/29 fanden vom 2. Juni bis zum 14. Juli 1929 statt. An ihnen nahmen die Sieger der zwölf regionalen Ausscheidungen teil, die im K.-o.-System den rumänischen Meister ermittelten. Dabei fand jeweils nur ein Spiel statt. Konnte auch nach einer eventuellen Verlängerung kein Sieger gefunden werden, fand am selben Ort ein Wiederholungsspiel statt. Meister wurde Venus Bukarest, das im Viertelfinale den Titelverteidiger Colțea Brașov entthront hatte.

## Teilnehmer
| Region    | Sieger                         |
| --------- | ------------------------------ |
| Arad      | Gloria CFR Arad                |
| Brașov    | Colțea Brașov                  |
| Bukarest  | Venus Bukarest                 |
| Cernăuți  | Dragoș Vodă Cernăuți           |
| Chișinău  | Mihai Viteazul Chișinău        |
| Cluj      | România Cluj                   |
| Craiova   | Generala Craiova               |
| Galați    | Dacia Vasile Alecsandri Galați |
| Iași      | Victoria Iași                  |
| Oradea    | Stăruința Oradea               |
| Sibiu     | Șoimii Sibiu                   |
| Timișoara | Banatul Timișoara              |

## Ergebnisse

### Vorrunde
|                                | Ergebnis  |                         |
| ------------------------------ | --------- | ----------------------- |
| Generala Craiova               | 0:3 (0:2) | Banatul Timișoara       |
| Dacia Vasile Alecsandri Galați | 7:1 (4:0) | Victoria Iași           |
| Colțea Brașov                  | 2:1 (2:0) | Șoimii Sibiu            |
| Dragoș Vodă Cernăuți           | 1:0 (1:0) | Mihai Viteazul Chișinău |

### Viertelfinale
|                      | Ergebnis             |                                |
| -------------------- | -------------------- | ------------------------------ |
| Venus Bukarest       | 3:1 (1:1)            | Colțea Brașov                  |
| Dragoș Vodă Cernăuți | 1:0 (1:0)            | Dacia Vasile Alecsandri Galați |
| Stăruința Oradea     | 2:3 (2:0)            | România Cluj                   |
| Banatul Timișoara    | 4:4 n. V. (3:3, 3:2) | Gloria CFR Arad                |

#### Wiederholungsspiel
|                   | Ergebnis  |                 |
| ----------------- | --------- | --------------- |
| Banatul Timișoara | 3:2 (2:2) | Gloria CFR Arad |

### Halbfinale
|                | Ergebnis             |                      |
| -------------- | -------------------- | -------------------- |
| Venus Bukarest | 4:3 n. V. (2:2, 1:0) | Dragoș Vodă Cernăuți |
| România Cluj   | 3:0 (2:0)            | Banatul Timișoara    |

### Finale
|                | Ergebnis  |              |
| -------------- | --------- | ------------ |
| Venus Bukarest | 3:2 (2:0) | România Cluj |